# You Are the Victim
You Are the Victim è il primo album del gruppo musicale italiano Raw Power, pubblicato nel 1983.

## Tracce
1. Politicians
2. Police Police
3. Corrosive Water
4. Raw Power
5. Burning the Factory
6. Hate
7. State Oppression
8. Don't Let Me See It
9. You Are the Victim
10. Repression
11. No Card
12. Death Seller
13. Power
14. Nihilist